# Ensemble chaufournier des Brosses
L'ensemble chaufournier des Brosses est une ancienne usine de chaux située à Saint-Berthevin, en France.

## Localisation
L'ensemble chaufournier est situé dans le département français de la Mayenne, à Saint-Berthevin, à l'ouest de l'agglomération lavalloise.

## Architecture
Neuf fours, les façades et les toitures des bâtiments d'accompagnement — maison de maître, écuries et dépendances — sont inscrits au titre des monuments historiques depuis le 20 décembre 1989.